# Dandang
Dandang is een bestuurslaag in het regentschap Probolinggo van de provincie Oost-Java, Indonesië. Dandang telt 1862 inwoners (volkstelling 2010).